# أم القطف
أم القطف أو أم القطوف (بالعبرية: אֻם אל-קֻטוּף) هي قرية عربية فلسطينيه، تقع أقصى غربي منطقة وادي عارة في المثلث الشمالي جنوبي منطقة حيفا. يدير شؤونها المجلس الإقليمي منشة منذ عام 1974م. تبعد أم القطف عن حيفا حوالي 45 كم. تتميز أم القطف بموقعها بين أحضان الطبيعة والأشجار الحرجية المتعددة، وأهمها الخروب والسنديان والبلوط والزيتون المنتشرة بكثرة حولها. في عام 2013م بلغ عدد سكان أم القطف 1,009 نسمة وجميعهم من المسلمين.

## التسمية
سميت أم القطف بهذا الاسم نسبة لشهرتها بنبات القطف.

## التاريخ
تحوي القرية على «متحف فاطمة» للفلكلور القروي الفلسطيني. ومن معالمها «العقد» وهو أول بيت أقيم في القرية منذ ما يزيد عن القرن، وبجانبه الطابون القديم. وتحوي القرية على آثار رومانية قديمة على قمة جبل «أبو الزيغان» المقابل للحارة الشمالية، وتحوي هذه الآثار على مطاحن قديمة لتصنيع الخمر، وبقايا أبنية قديمة أخرى. حيث كانت تعتبر أم القطف مركزًا رومانيًا مهمًا في العصور الوسطى، حيث كانت تحوي على كنيسة قديمة جدًا كانت تسمى «بالفخت» لموقعها الخفي والمنخفض تحت الأرض.

## السكان
يسكن في قرية أم القطف حسب إحصائيات عام 2013 نحو 1,009 نسمة، غالبيتهم الساحقة من عائلة «كبها».

## الجغرافيا
تقع أم القطف على الطرف الغربي لجبال الخطاف جنوبي وادي عارة على ارتفاع حوالي 300 متر فوق سطح البحر. وتبعد 12 كم عن شاطئ البحر الأبيض المتوسط.